# Бянбян
Бянбян  (кит. трад. 𰻞𰻞麵, упр. 𰻝𰻝面, пиньинь biángbiáng miàn, палл. бянбян мянь), также известная как юпо-чэмянь (кит. трад. 油潑扯麵, упр. 油泼扯面), — разновидность китайской лапши национальной кухни провинции Шэньси. Лапшу, считающуюся одной из «восьми диковинок» Шэньси (陕西八大怪), описывают как нечто похожее на ремень из-за её толщины и длины.
Лапша бянбян славится тем, что в китайском языке её название записывается уникальным, сложным иероглифом: стандартный вариант его традиционной формы состоит из 58 черт.

## Лапша
Лапша толстая и похожа на ремень, обычно изготавливается вручную. Бо́льшую часть своего существования она была малоизвестным региональным блюдом в Сиане, которое ели люди, не имевшие достаточного количества времени на приготовление более тонкой лапши. В последнее время этот вид лапши стал более широко известен по всему Китаю в связи с ростом интереса в социальных сетях к необычному иероглифу, используемому для написания слова «биан».
Слово «бян» является звукоподражанием удару густого теста для лапши о рабочую поверхность.

## Китайский иероглиф «бян»
Существует множество вариантов иероглифа биан (biáng), однако наиболее общепринятый состоит из 58 черт (традиционный) и 42 черт (упрощённый). Он является самым сложным знаком в современном китайском языке.

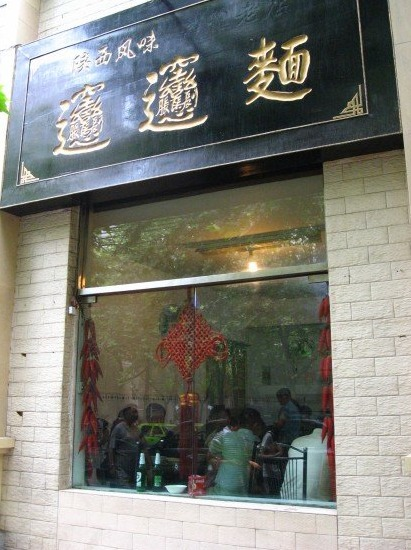
Вывеска «Бянбян мянь», выполненная традиционными знаками. За исключением четвёртой и пятой черт, этот вариант знака «бян» использует то же написание, что и третий иероглиф в списке.

Некоторые из существующих вариантов: